# Wesdehlen
Wesdehlen war die deutsche Bezeichnung eines Ortes im Kreis Gerdauen im Regierungsbezirk Königsberg in Preußen.

## Grafschaft
Graf von Wesdehlen war ein Titel, der vom König von Preußen verliehen wurde. So erhielt Georges Frédéric Petitpierre, Diplomat in preußischen Diensten, mit Ausscheiden aus dem preußischen Staatsdienst 1832 diesen Titel verliehen, dessen Sohn Ludwig Graf von Wesdehlen wurde ebenfalls preußischer Diplomat.

## Bevölkerung
1847 waren auf 4 Höfen 57 Einwohner.